# Никлас Зюле
Никлас Зюле (на немски: Niklas Süle) е немски футболист, който играе за отбора на Борусия Дортмунд.

## Кариера

### 1899 Хофенхайм
На 11 май 2013 г. Зюле прави дебюта си за Хофенхайм в мач от Бундеслигата срещу Хамбургер ШФ. Той започва мача, но е заменен от Андреас Лудвиг в 81-вата минута. Хофенхайм загуби мача с 4 – 1. През Сезон 2012 – 2013 г. Зюле прави две участия в Бундеслигата и два пъти играе в плейофите, в които Хофенхайм побеждава 1. ФК Кайзерслаутерн, за да се спаси от изпадане.
През сезон 2013 – 14 Зюле се утвържада като важен играч за отбора за Хофенхайм. Зюле играе в 25 мача на Бундеслигата и вкара четири гола, помагайки на Хофенхайм да завърши 9-и.
Зюле започна силен сезон 2014 – 15 и игре във всеки мач от първите 14 мача от Бундеслигата. На 12 декември 2014 г. Зюле скъсва кръстна връзка по време на 15-ия мач срещу Айнтрахт Франкфурт. Зюле претърпява операция и пропуска остатъка от сезона. Хофенхайм завършва на осмо място в първенството.
Зюле се завръща за началото на сезон 2015 – 16 след контузията. Той играе в 33 мача за Бундеслигата, а Хофенхайм завършва на разочароващото 15-о място.
Зюле прави много силен сезон 2016 – 17 с Хофенхайм, играейки в 33 мача на Бундеслигата. Хофенхайм завършва на впечатляващото четвърто място в Бундеслигата. Играта на Зюле предизвика интерес от клубове като Байерн Мюнхен и ФК Челси.
На 15 януари 2017 г. Байерн Мюнхен обявява, че Зюле и Себастиан Руди, негов съотборник в Хофенхайм, ще се присъединят към отбора от Мюнхен през лятото. Двамата се присъединиха към Байерн Мюнхен на 1 юли 2017 г.

### Байерн Мюнхен
Зюле прави дебюта си на 18 август 2017 г. в мач от Бундеслигата срещу Байер Леверкузен. В този мач той вкарва първия си гол за отбора. На 12 септември 2017 г., той прави дебюта си в Шампионска лига срещу Андерлехт.
Зюле става важна част от отбора.
На 19 октомври 2019 г., той скъсва кръстни връзки в лявото коляно. Контузията го изважда до края на сезона.

## Национален отбор
Зюле е част от националния отбор на Германия от 2016. Дебютът му е на Олимпийските игри 2016, където Германия взима сребърен медал.